# Dibru
El Dibru (o Sonapur) és un riu d'Assam. Corre d'est a oest paral·lel al Brahmaputra, i té un curs d'uns 160 km. Finalment desaigua a l'esmentat riu Brahmaputra just després de la vila de Dibrugarh, a la qual dona el seu nom.